# Radical 130
El radical 130, representado por el carácter Han 肉, es uno de los 214 radicales del diccionario de Kangxi. En mandarín estándar es llamado 肉部, (ròu bù　‘radical «carne»’); en japonés es llamado 肉部, にくぶ (nikubu), y en coreano 육(yuk).
El radical «carne» aparece en muchas ocasiones en el lado izquierdo de los caracteres que clasifica adoptando la forma variante 月, que es idéntica al radical «luna». En otras ocasiones aparece en la parte inferior.
El radical 130 suele clasificar caracteres cuyo significado está relacionado con las partes del cuerpo. Como ejemplos de lo anterior están: 肋, ‘costilla’; 肌, ‘músculo’; 背, ‘espalda’.

## Nombres populares
- Mandarín estándar: 肉字旁, ròu zì páng, ‘carácter «carne» en un lado’.
- Coreano: 고기육부, gogi yuk bu, ‘radical yuk-carne’.
- Japonés:　肉（にく）, niku, ‘carne’; 肉月（にくづき）, nikuzuki, ‘carne-luna’ (por la similitud con el radical 74, 月).
- En occidente: radical «carne».

## Galería
| Estilos antiguos                                 | Estilos antiguos                  | Estilos antiguos                        | Estilos antiguos                   | Estilos antiguos                   | Estilos empleados actualmente       | Estilos empleados actualmente  | Estilos empleados actualmente    | Estilos empleados actualmente   | Estilos empleados actualmente  |
|                                                  |                                   |                                         |                                    |                                    |                                     | 肉                             | 肉                               |                                 |                                |
| 甲骨文 jiǎgǔwén (escritura de huesos oraculares) | 金文 jīnwén (escritura de bronce) | 简帛 jiǎnbó (escritura de bambú y seda) | 篆文 zhuànwén (escritura de sello) | 篆文 zhuànwén (escritura de sello) | 隸書 lìshū (estilo de los escribas) | 楷書 kǎishū (estilo regular)   | 楷書 kǎishū (estilo regular)     | 行書 xǐngshū (estilo corriente) | 草書 cǎoshū (estilo de hierba) |
| 甲骨文 jiǎgǔwén (escritura de huesos oraculares) | 金文 jīnwén (escritura de bronce) | 简帛 jiǎnbó (escritura de bambú y seda) | 大篆 dàzhuàn (sello grande)        | 小篆 xiǎozhuàn (sello pequeño)     | 隸書 lìshū (estilo de los escribas) | 繁體／繁体 fántǐ (tradicional) | 简体／簡體 jiǎntǐ (simplificado) | 行書 xǐngshū (estilo corriente) | 草書 cǎoshū (estilo de hierba) |

## Caracteres con el radical 130
| trazos | carácter |
| ------ | --- |
| + 0    | 肉 (⺼月) |
| + 1    | 肊 |
| + 2    | 肋 肌 肍 肎 肏 |
| + 3    | 肐 肑 肒 肓 肔 肕 肖 肗 肘 肙 肚 肛 肜 肝 肞 肟 肠 |
| + 4    | 股 肢 肣 肤 肥 肦 肧 肨 肩 肪 肫 肬 肮 肯 肰 肱 育 肳 肴 肵 肶 肷 肸 肹                                                                                  |
| + 5    | 肺 肻 肼 肽 肾 肿 胀 胁 胂 胃 胄 胅 胆 胇 胈 胉 胊 胋 背 胍 胎 胏 胐 胑 胒 胓 胔 胕 胖 胗 胘 胚 胛 胜 胝 胞 胟 胠 胡 胢 胣 胤 胥 胦 胧 胨 胩 胪 胫 胬 脉 |
| + 6    | 胭 胮 胯 胰 胱 胲 胳 胴 胵 胶 胷 胸 胹 胺 胻 能 胾 胿 脀 脁 脂 脃 脄 脅 脆 脇 脈 脊 脋 脌 脍 脎 脏 脐 脑 脒 脓 脔                                        |
| + 7    | 脕 脖 脗 脘 脙 脚 脛 脜 脝 脞 脟 脠 脡 脢 脣 脤 脥 脦 脧 脨 脩 脪 脫 脬 脭 脮 脯 脰 脱 脲 脳 脴 脵 脶 脷 脸 腕                                           |
| + 8    | 胼 脹 脺 脻 脼 脽 脾 脿 腀 腁 腂 腃 腄 腅 腆 腇 腈 腉 腊 腋 腌 腍 腎 腏 腐 腑 腒 腓 腔 腖 腗 腘 腙 腚                                                    |
| + 9    | 腛 腜 腝 腞 腟 腠 腡 腢 腣 腤 腥 腦 腧 腨 腩 腪 腫 腬 腭 腮 腯 腰 腱 腲 腳 腴 腵 腶 腷 腸 腹 腺 腻 腼 腽 腾 腿                                           |
| + 10   | 膀 膁 膂 膃 膄 膅 膆 膇 膈 膉 膊 膋 膌 膍 膎 膏 膐 膑 |
| + 11   | 膒 膓 膔 膕 膖 膗 膘 膙 膚 膛 膜 膝 膞 膟 膠 膡 膢 膣 |
| + 12   | 膥 膦 膧 膨 膩 膪 膫 膬 膭 膮 膯 膰 膱 膲 膳 膴 膵 膶 |
| + 13   | 膷 膸 膹 膺 膻 膼 膽 膾 膿 臀 臁 臂 臃 臄 臅 臆 臇 臈 臉 臊 臋 臌                                                                                        |
| + 14   | 臍 臎 臏 臐 臑 臒 臓 |
| + 15   | 臔 臕 臗 臘 |
| + 16   | 臖 臙 臚 臛 臜 |
| + 17   | 臝 |
| + 18   | 臞 臟 |
| + 19   | 臠 臡 臢 |